# Bobang Phiri
Bobang Molebetsi Phiri (* 5. Mai 1968) ist ein ehemaliger südafrikanischer Sprinter, der sich auf den 400-Meter-Lauf spezialisiert hatte. Seinen größten Erfolg feierte er mit dem Gewinn der Afrikameistertitel über 400 Meter und in der 4-mal-400-Meter-Staffel bei den Afrikameisterschaften 1992 auf Mauritius.

## Sportliche Laufbahn
Erste Erfahrungen bei internationalen Meisterschaften sammelte Bobang Phiri vermutlich im Jahr 1992, als er bei den Afrikameisterschaften in Belle Vue Maurel in 45,42 s auf Anhieb die Goldmedaille über 400 Meter gewann. Zudem siegte er auch mit der südafrikanischen 4-mal-400-Meter-Staffel in 3:06,95 min gemeinsam mit Ferrins Pieterse, Cliffie Miller und Dries Vorster. Zudem nahm er im selben Jahr erstmals an den Olympischen Sommerspielen in Barcelona teil und schied dort mit 45,59 s im Halbfinale über 400 Meter aus. 1994 belegte er bei den Commonwealth Games in Victoria in 46,35 s den achten Platz im Einzelbewerb und gelangte mit der Staffel mit 3:03,87 min auf Rang sechs. Im Jahr darauf schied er bei den Weltmeisterschaften in Göteborg mit 45,94 s im Viertelfinale über 400 Meter aus und verpasste im Staffelbewerb mit 3:01,51 min den Finaleinzug. Anschließend gewann er bei den Afrikaspielen in Harare mit der Staffel in 3:03,65 min gemeinsam mit Hezekiél Sepeng, Alfred Visagie und Johan Steynberg die Bronzemedaille hinter den Teams aus Nigeria und Kenia. 1996 nahm er erneut an den Olympischen Sommerspielen in Atlanta teil und schied dort mit 45,51 s im Semifinale über 400 Meter sowie mit 3:02,96 min auch über 4-mal 400 Meter aus. Daraufhin beendete er seine aktive sportliche Karriere im Alter von 28 Jahren.

## Persönliche Bestzeiten
- 200 Meter: 20,95 s, 27. Mai 1995 in Nairobi
- 400 Meter: 45,26 s, 6. Mai 1994 in Secunda